# Ivan Ivanovich Zhegalkin
Ivan Ivanovich Zhegalkin (em russo:  Ива́н Ива́нович Жега́лкин, Žegalkin, Gégalkine, Shegalkin; Mtsensk, 3 de agosto de 1869 – Moscou, 28 de março de 1947) foi um matemático russo, conhecido por sua formulação da álgebra booliana como a teoria dos anéis dos inteiros mod 2, via o que são atualmente conhecidos como polinômios de Zhegalkin.
Zhegalkin foi professor de matemática na Universidade Estatal de Moscou, onde ajudou a fundar o grupo de lógica matemática, que transformou-se no Departamento de Lógica Matemática estabelecido por Sofya Yanovskaya em 1959. Relembrando seus dias de estudante, Nikolai Luzin lembra de Zhegalkin como o único professor de quem ele não tinha medo.

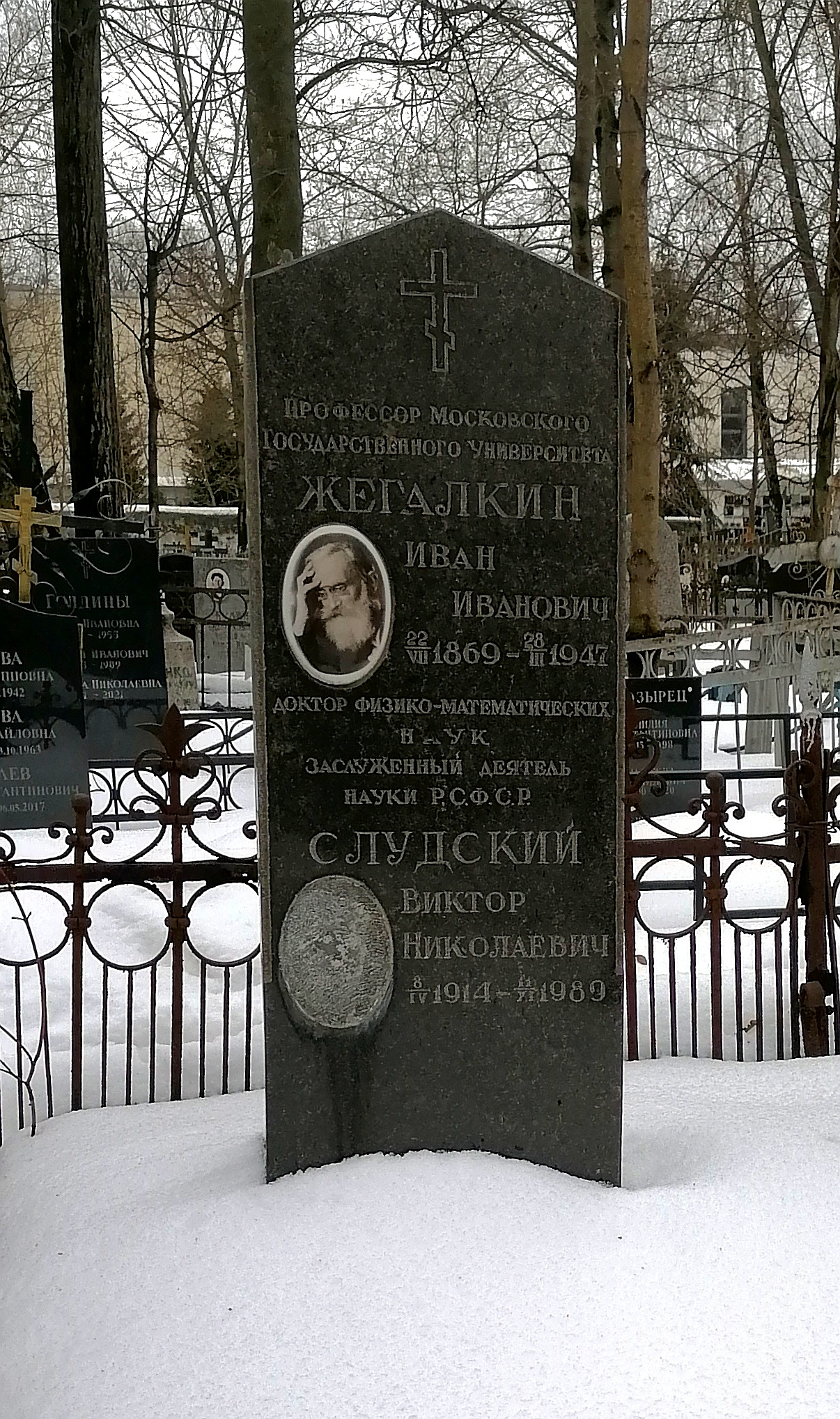
Sepultura no Cemitério Vagankovo, Moscou